# مينوبه ريوكيتشي
مينوبه ريوكيتشي (باليابانية: 美濃部亮吉) (مينوبه هو اسم العائلة) (5 فبراير 1904 - 24 ديسمبر 1984) كان سياسي ياباني وعمل كحاكم لطوكيو في الفترة بين 1967 و1979.

## سيرته
ولد ريوكيتشي في طوكيو، والده مينوبه تاتسوكيتشي كان عالم دستور، تخرج من جامعة طوكيو الإمبراطورية عام 1927 وعين محاضراً في قسم الزراقة بين 1929 و1932. وفي عام 1935 حصل على مقعد في جامعة هوسيه.
في عام 1945 أصبح ريوكيتشي محرراً في صحيفة ماينيتشي شينبون.

## حاكم طوكيو
في 15 أبريل 1967 أصبح ريوكيتشي مينوبه حاكم لطوكيو بنتيجة الانتخابات المحلية. وكان من حكام الإصلاح في طوكيو حيث كان من أعظم إنجازاته:
- تأمين رعاية صحية مجانية للمسنين
- التحكم بالتلوث في طوكيو
- تحويل الشوارع في المناطق الشديدة الازدحام إلى شوارع للمشاة فقط
- السماح ببناء المدرسة الكورية في طوكيو

في 1971 تم إعادة انتخابه للمرة الثانية، وللمرة الثالثة عام 1975 ورفض دخول جولة الانتخابات للمرة الرابعة عام 1979. بعدها حصل على مقعد في مجلس المستشارين عام 1989 وبقي عضواً في البرلمان الياباني حتى وفاته عام 1984.

## روابط خارجية
- مينوبه ريوكيتشي على موقع مونزينجر (الألمانية)